# Lithgows (azienda)
Lithgows Limited è un'azienda a conduzione familiare scozzese che a lungo si occupò di costruzioni navali, con base a Kingston, quartiere di Port Glasgow, sul fiume Clyde. Oggigiorno continua ad operare nel campo delle risorse marine.

## Storia

### Fondazione
La società fu fondata nel 1874 da Joseph Russell e dai soci Anderson Rodger e William Lithgow, che affittò il Bay Yard di Port Glasgow da Cunliffe & Dunlop, e iniziò le operazioni col nome di Russell & Co.
Nel 1879 il cantiere di Cartsdyke fu rilevato da J.E. Scott e nel 1881 fu acquisito il cantiere di Kingston da Henry Murray. La società fu dissolta nel 1891 quando Russell andò in pensione, Rodger acquisì il Bay Yard e Lithgow i cantieri di Kingston e Cartsdyke.
Nel 1900 il cantiere di Cartsdyke fu venduto alla Greenock Dockyard e nel 1908 i figli di William Lithgow, James e Henry, assunsero il controllo, comprando il Bay Yard nel 1911. L'azienda entrò allora in un momento di espansione, comprando nel 1915 l'East Yard di Port Glasgow dalla Robert Duncan & Co. e nel 1917 la fabbrica di motori marini David Rowan & Company.
Nel 1918 l'azienda fu ribattezzata Lithgows Ltd.

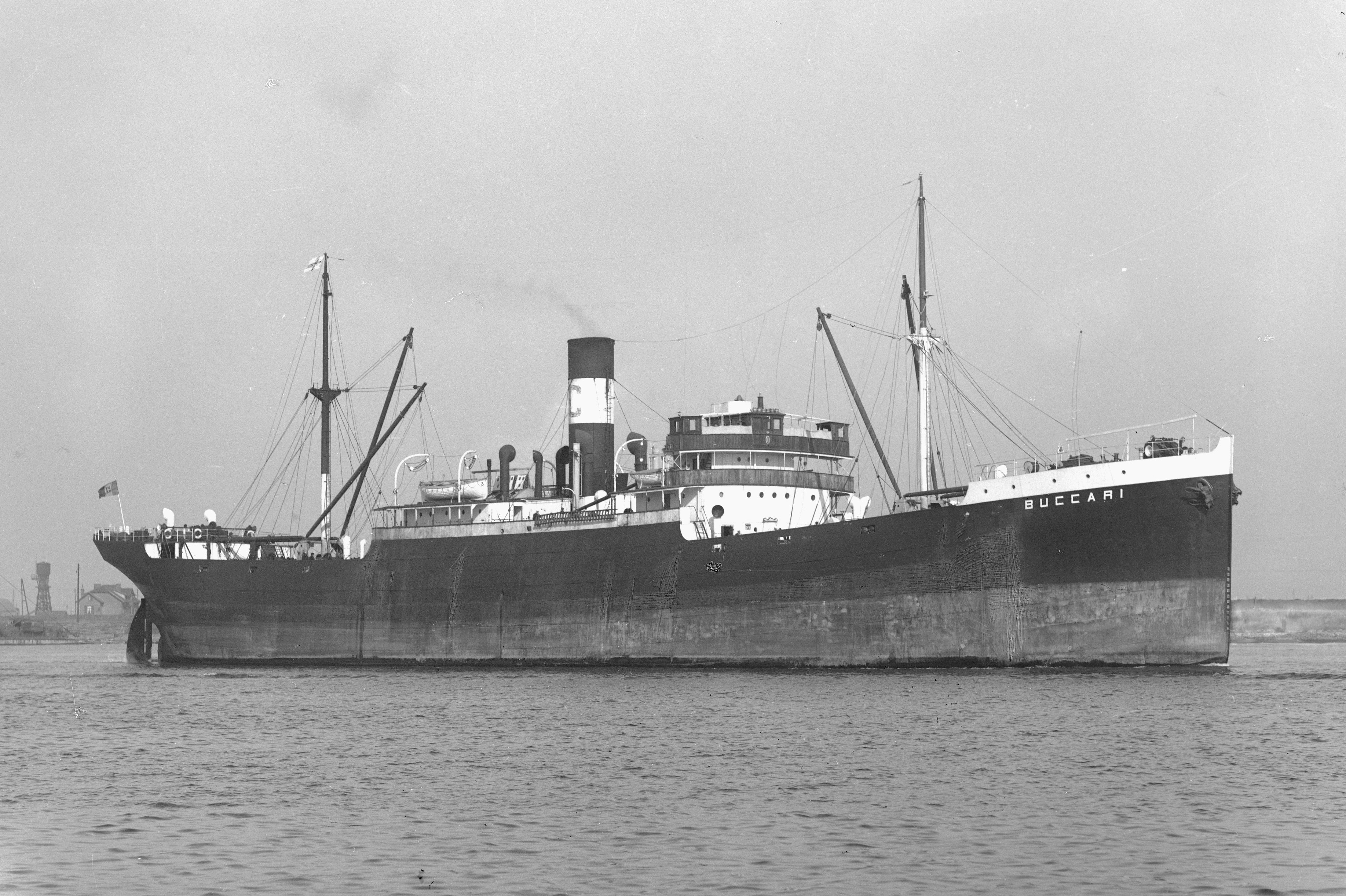
La nave cargo italiana Buccari fu costruita nel 1925

Ulteriori acquisizioni compresero l'Inch Yard di Dunlop, Bremner (anche se continuò ad operare con il nome originale fino al 1926) e il Glen Yard della William Hamilton and Company nel 1919 (che continuò ad operare col nome originale fino al 1963), nel 1920 il sito per l'immagazzinamento dell'acciao di James Dunlop & Company, nel 1923 il cantiere in disuso della Murdoch & Murray (avendo così l'intero waterfront di Port Glasgow da Bay a Inch), nello stesso anno l'officina motori di Greenock della Rankin & Blackmore Ltd. e nel 1928 la Ayrshire Dockyard Ltd. di Irvine.
Nel 1933 l'Inch Yard fu venduto alla National Shipbuilders Security e 'sterilizzato' per 40 anni. Nel 1935 Lithgows prese il controllo della Fairfield Shipbuilding & Engineering Company di Govan, anche se questa continuò ad operare come entità separata. Nel 1935 il Bay Yard fu chiuso e demolito e nel 1937 l'East Yard della Robert Duncan & Co., chiuso dal 1931, riaprì con il nome di Lithgows.

### Dopoguerra
Nel 1949 Sir James Lithgow fondò la Scottish Ore Carriers Ltd.
Nel 1961 Lithgows prese il controllo della Ferguson Brothers (Port Glasgow) Ltd. di Newark (anche se questa continuò ad operare come entità separata). Due anni dopo l'East Yard fu unito al Glen Yard della William Hamilton & Co., acquisendo così la gru a cavalletto Arrol 'Goliath'. Inoltre, la sussidiaria David Rowan & Co. fu fusa con la divisione motori di Fairfield, creando la Fairfield Rowan Ltd. Nel 1964 la sussidiaria Rankin & Blackmore chiuse la fonderia di Greenock. L'anno seguente la Fairfield Shipbuilding & Engineering fu posta in amministrazione controllata e continuò ad operare al di fuori di Lithgow come Fairfield (Glasgow) Ltd. Nel 1966 la Fairfield Rowan fu chiusa. Sempre nel 1966 Lithgows acquistò il bacino di carenaggio di Inchgreen dalla Firth of Clyde Drydock Company. Occupava il sito del passato gasometro Lithgows di Inchgreen.
L'anno seguente Lithgows si fuse con la Scotts Shipbuilding and Engineering Company formando la Scott Lithgow Ltd. anche se la Lithgows continuava ad essere quotata anche come Lithgows (1969) Ltd. Nel 1970 Lithgows (1969) Ltd. comprò la Campbeltown Shipyard Ltd. e nel 1972 il Glen e East Yard furono assorbiti nel cantiere di Kingston.
Nel 1977 Scott Lithgow Ltd (e tutte le sue sussidiarie) furono assorbite dalla controllata statale British Shipbuilders. Dopo quell'anno la Lithgows Ltd. rimase in mano alla famiglia Lithgow e operò una diversificazione interessandosi di hotel, elettronica e acquacoltura (venduta nel in 2010).
Dal 1981 il cantiere Lithgow di Kingston fu operato da Scott Lithgow (Offshore) Ltd. Nel 1983 il cantiere fu venduto a Trafalgar House e inutilizzato dopo il 1987. I cantieri furono parzialmente smantellati tra il 1987 e il 1995. Nel 1996 il cantiere di Kingston fu venduto a Clydeport plc per essere riedificato. L'anno seguente Clydeport affitò il bacino di Inchgreen a UiE Scotland per svolgere il refitting di navi e la gru a cavalletto 'Goliath' fu quindi demolita.
Le tracce finali dei cantieri furono tutte rimosse tra il 2005 e il 2006, con solo il cancello rosso principale del Glen Yard ancora visibile nel 2015. L'area di Kingston è stata riedificata a fini residenziali mentre il sito del Glen Yard è ora un grosso centro commerciale.
Lithgows Ltd. ritornò alle costruzioni navali nel 1996 quandò acquisì Buckie Shipyard Ltd. nella Scozia orientale. Il cantiere fu posto in amministrazione controllata nell'agosto 2013. Lithgows continua ad operare il Marine Resources Centre a Barcaldine, nell'Argyll, vicino a Oban.